# Google Duo
Google Duo foi um aplicativo móvel de videochamadas desenvolvido pelo Google, disponível nos sistemas operacionais Android e iOS. O aplicativo foi anunciado na conferência de desenvolvedores do Google em 18 de maio de 2016 e começou seu lançamento mundial em 16 de agosto de 2016.
O Google Duo permitia aos usuários fazer chamadas de vídeo em alta definição. Foi otimizado para redes de baixa largura de banda, ou seja, internet mais lenta. A criptografia de ponta-a-ponta é habilitada por padrão. O Duo é baseado em números de telefone, permitindo que os usuários chamem alguém de sua lista de contatos. O aplicativo muda automaticamente entre redes de Wi-Fi e redes celulares. O recurso Knock Knock permite que os usuários vejam uma visualização ao vivo da pessoa que está ligando antes de atender. A atualização de abril de 2017 permitiu com que usuários em todo o mundo possam fazer chamadas somente de áudio.

## História
O Google Duo foi anunciado na conferência de desenvolvedores do Google em 28 de maio de 2016  e começou sua implantação internacional em dispositivos Android e iOS a partir de 16 de agosto de 2016. 
Em 5 de outubro de 2016, o Google informou aos fabricantes de celulares Android que o Google Duo estaria substituindo o Hangouts no conjunto de aplicativos do Google; e que deveriam colocar pré-instalado no telefone o aplicativo Google Duo.
Em outubro de 2017, o Google Duo foi integrado ao Google Phone, Contatos e Android Mensagens nos celulares Pixel, Nexus e Android One.
Em fevereiro de 2019, o Google Duo recebeu suporte à versão web, onde é possível fazer ligações aos contatos (que usa a agenda telefônica do usuário) através do navegador, sem necessitar instalar um programa.
Em dezembro de 2022, todos os recursos do Meet seriam migrados para o Duo, mantendo o nome do segundo app. Dessa forma, quem tiver o Google Duo atualizado no aparelho será notificado de que a plataforma agora se chamará Meet.

## Recursos
- Knock Knock - uma visualização prévia, ao vivo, do chamador antes de aceitar a ligação. [13]
- Optimização para redes móveis com baixa largura de banda. [13]
- Vídeo HD 720p. [13]